# Olympische Sommerspiele 1936/Teilnehmer (Japan)
| Gelbes Symbol für Goldmedaillen mit stilisierten Olympischen Ringen | Graues Symbol für Silbermedaillen mit stilisierten Olympischen Ringen | Braundes Symbol für Bronzemedaillen mit stilisierten Olympischen Ringen |
| ------------------------------------------------------------------- | --------------------------------------------------------------------- | ----------------------------------------------------------------------- |
| 6                                                                   | 4                                                                     | 10                                                                      |

Japan nahm an den Olympischen Sommerspielen 1936 in Berlin mit einer Delegation von 154 Athleten (220 mit Kunstwettbewerben) teil. Mit sechs Goldmedaillen, vier Silbermedaillen und 10 Bronzemedaillen belegte Japan Platz 6 des Medaillenspiegels.

## Der umstrittene Marathonsieg

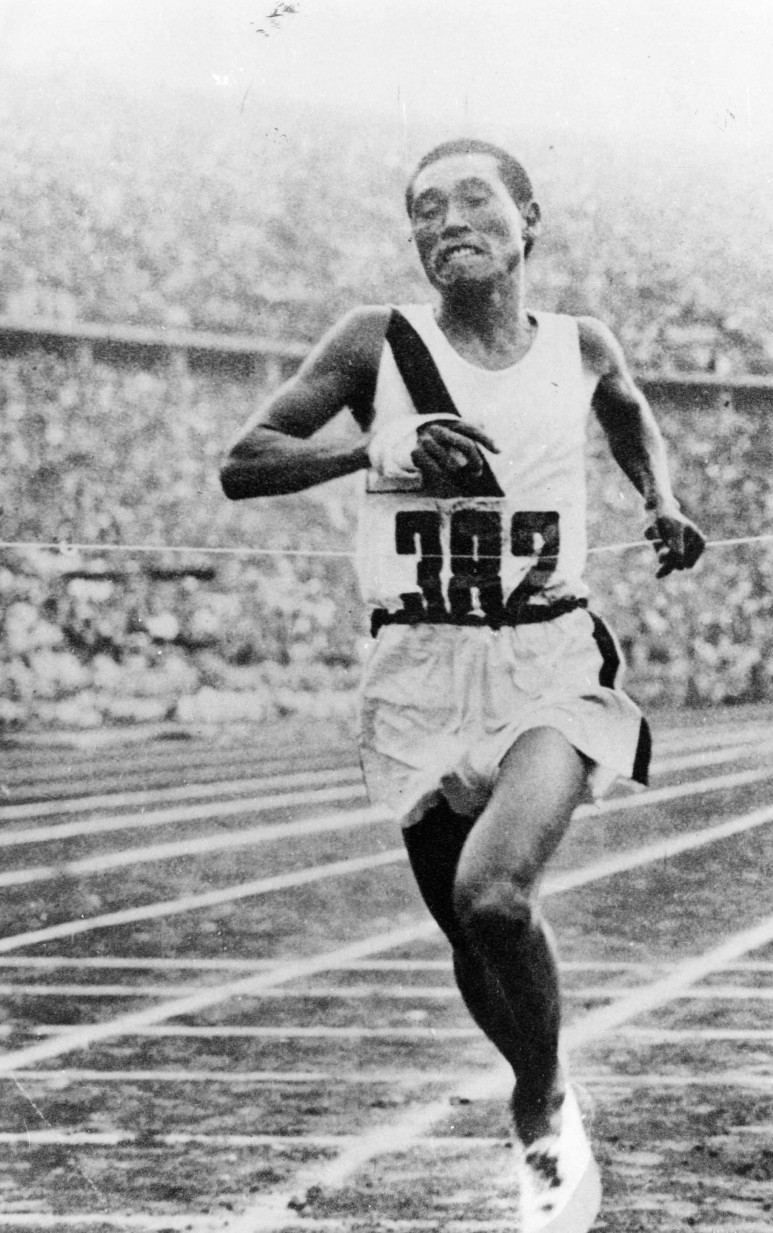
Sohn Kee-chung beim Marathonlauf 1936

Darunter befanden sich auch die koreastämmigen Japaner Son Kitei (Goldmedaillen-Gewinner) und Nan Shōryū (Bronzemedaillen-Gewinner). Beide gewannen ihre Medaillen in der Disziplin Marathon. Sie waren damit auch die ersten Koreaner, die eine Medaille gewannen. Diese zählten jedoch für Japan, da Korea zu dieser Zeit zum japanischen Kaiserreich gehörte. Sohn Kee-chung zeigt sich bei der Siegerehrung betrübt, senkte den Kopf und versuchte mit einem kleinen Eichenbaum, der als Geschenk überreicht, die japanische Flagge auf seiner Brust zu verdecken. In Japan wird er als Held gefeiert. Sein Sieg wird auch heute noch Japan zugerechnet. Allerdings wurde im Berliner Horst-Korber-Sportzentrum eine Statue eingeweiht, die ihn als koreanischen Sportler ehrt. Auch durfte er bei der Eröffnungsfeier der Olympischen Sommerspiele 1988 für Korea die Fackel tragen.

## Weltrekorde
Tajima Naoto stellte im Dreisprung mit 16 Meter einen neuen Weltrekord auf, der erst 1951 eingestellt wurde.

## Medaillengewinner

### Gold
- Tajima Naoto – Leichtathletik, Dreisprung (Weltrekord)
- Son Kitei – Leichtathletik, Marathon
- Arai Shigeo, Yusa Masanori, Sugiura Shigeo und Taguchi Masaharu – Schwimmen, 4 × 200 m Freistil
- Terada Noboru – Schwimmen, 1500 m Freistil
- Hamuro Tetsuo – Schwimmen, 200 m Brust (Männer)
- Maehata Hideko – Schwimmen, 200 m Brust (Frauen)

### Silber

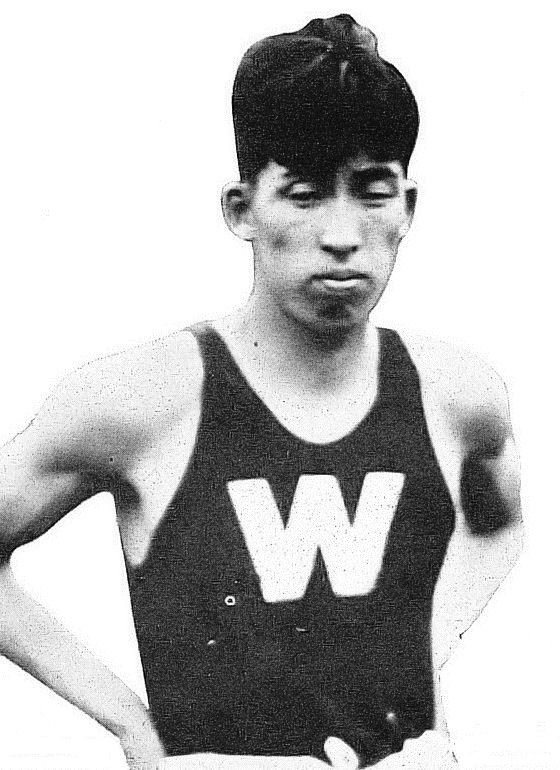
Nishida Shūhei, 1932

- Nishida Shūhei – Leichtathletik, Stabhochsprung
- Harada Masao – Leichtathletik, Dreisprung
- Yusa Masanori – Schwimmen, 100 m Freistil
- Shunpei Utō – Schwimmen, 400 m Freistil

### Bronze

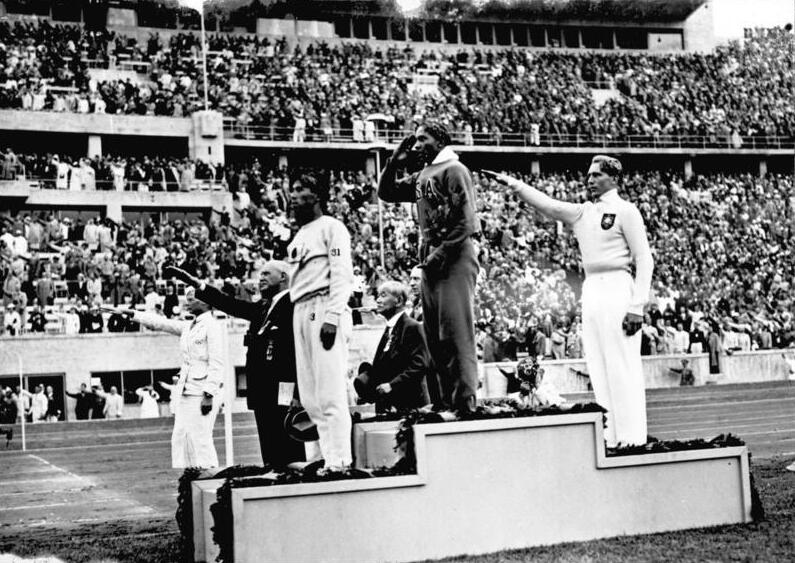
Siegerehrung im Weitsprung: Mitte Jesse Owens, links: Tajima Naoto, rechts: Luz Long

- Tajima Naoto – Leichtathletik, Weitsprung
- Ōe Sueo – Leichtathletik, Stabhochsprung
- Nan Shōryū – Leichtathletik, Marathon
- Masaji Kiyokawa – Schwimmen, 100 m Rücken
- Koike Reizo – Schwimmen, 200 m Brust
- Arai Shigeo – Schwimmen, 100 m Freistil
- Shōzō Makino – Schwimmen, 400 m Freistil
- Shunpei Utō – Schwimmen, 1500 m Freistil
- Fujita Ryuji – Kunstwettbewerb, Gemälde[B 1]
- Suzuki Sujaku – Kunstwettbewerb, Zeichnungen und Aquarelle[B 1]

## Teilnehmerliste

### Basketball
| Spieler | Disziplin | Platz |
| --- | --------- | ----- |
| Takehiko Kanakogi, Masayasu Maeda, Satoshi Matsui, Uichi Munakata, Takao Nakae, Seikyu Ri, Kenshichi Yokoyama, Chang Ri-jin | Männer    | 9.    |

### Boxen
| Athlet              | Gewicht   | Platz |
| ------------------- | --------- | ----- |
| Nakano Chiyoto      | 50,8 kg   | 9.    |
| Hashioka Shunpei    | 53,5 kg   | 5.    |
| Miyama Sajiro       | 57,2 kg   | 16.   |
| Nagamatsu Hidekichi | 61,237 kg | 9.    |
| Ri Keikan           | 66,7 kg   | 9.    |

### Fußball
| Spieler | Disziplin | Platz |
| --- | --------- | ----- |
| Matsunaga Akira, Oita Kōichi, Tatsuhara Motoo, Sano Rihei, Kamo Shōgo, Horie Tadao, Kawamoto Taizō, Kamo Takeshi, Takeuchi Teizō, Ukon Tokutarō, Suzuki Yasuo, Yong-Sik Kim | Männer    | 5.    |

### Hockey
| Spieler | Disziplin | Platz |
| --- | --------- | ----- |
| Tanaka Noboru, Takechi Osamu, Wakizaka Sadao, Hamada Shunkichi, Yanagi Takehiko, Ohtsu Toshio, Sakai Yoshio, Ito Michihiro, Kurauchi Daji, Ito Takeo, Kikuchi Makoto | Männer    | 5.    |

### Kunstwettbewerbe

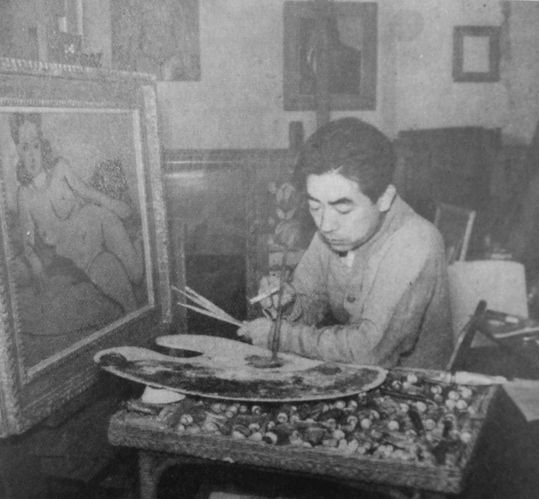
Inokuma 1948

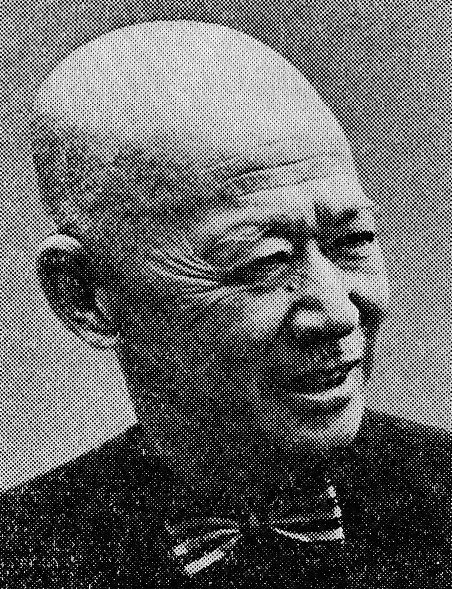
Yamada Kōsaku

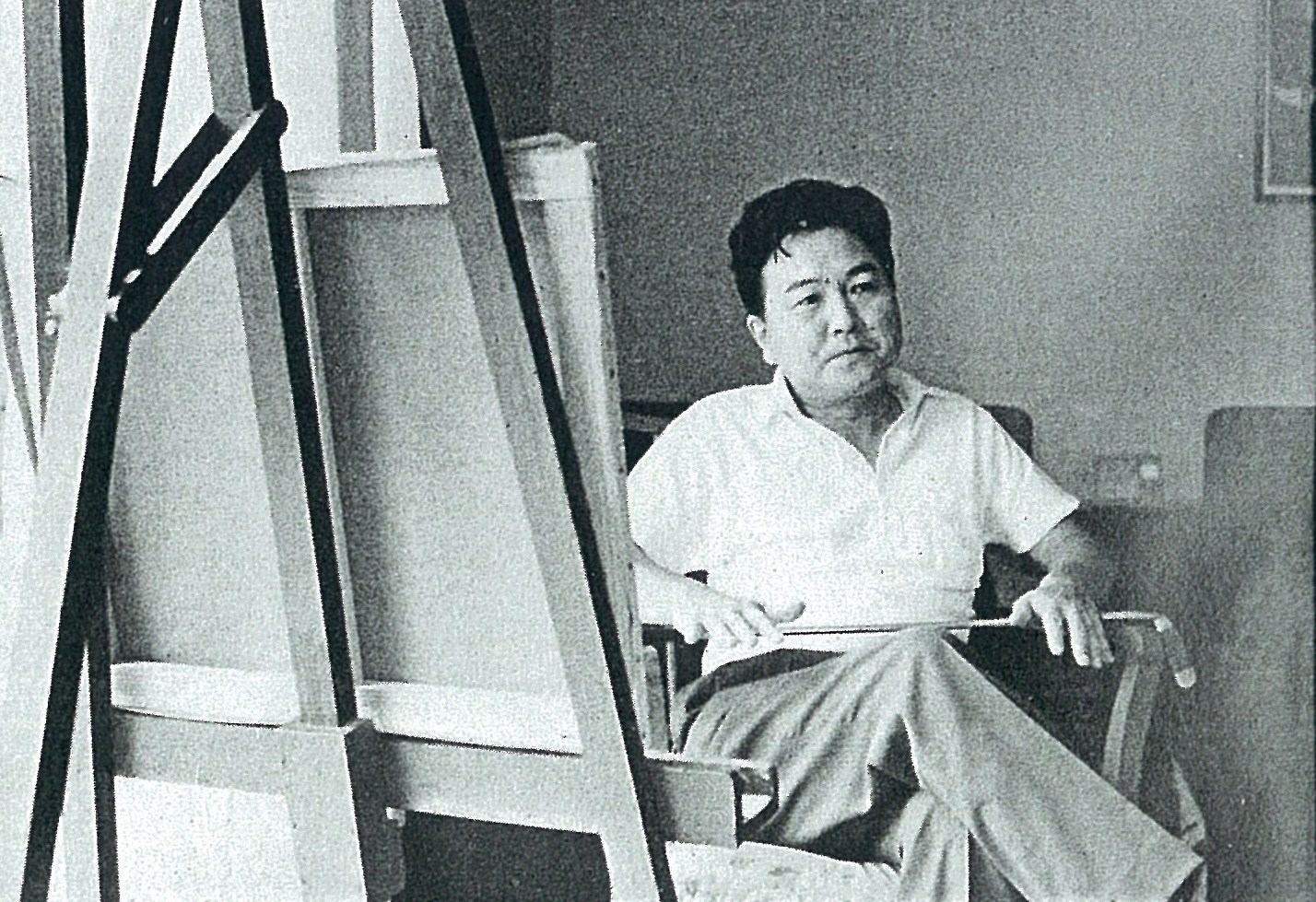
Wakita, 1960

| Künstler              | Disziplin                 | Werk                                                                 | Platz             |
| --------------------- | ------------------------- | -------------------------------------------------------------------- | ----------------- |
| Kobayashi Asaji       | Malerei und Grafik        | Schlittschuhlaufen                                                   | keine Platzierung |
| Kobayashi Asaji       | Malerei und Grafik        | Schneeschuhlaufen                                                    | keine Platzierung |
| Miura Bunji           | Malerei und Grafik        | Schneeschuhlauf                                                      | keine Platzierung |
| Koh Bunya             | Orchestermusik            | Tanz Formosa                                                         | Lobende Erwähnung |
| Kawakami Chosei       | Malerei und Grafik        | Basketballspiel der Dorfknaben                                       | keine Platzierung |
| Sato Eiho             | Malerei und Grafik        | Wettschwimmen                                                        | keine Platzierung |
| Kato Eizo             | Malerei und Grafik        | Schwimmen                                                            | keine Platzierung |
| Inokuma Gen’ichirō    | Malerei und Grafik        | Schießen                                                             | keine Platzierung |
| Ishimaru Hajime       | Malerei und Grafik        | Die Sonne strahlt am schönsten hier                                  | keine Platzierung |
| Nagasaka Haruo        | Malerei und Grafik        | Hochsprung                                                           | keine Platzierung |
| Kishida Hideto        | Architektonische Entwürfe | Golf-Anlage mit Klubhaus in Japan                                    | keine Platzierung |
| Kaneko Hironobu       | Malerei und Grafik        | Judo, Nationalsport                                                  | keine Platzierung |
| Tsuruta Hiroshi       | Malerei und Grafik        | Japanisches Fechten, Nationalsport                                   | keine Platzierung |
| Iwabuchi Hoka         | Malerei und Grafik        | Bogenschütze                                                         | keine Platzierung |
| Hazama Inosuke        | Malerei und Grafik        | Rudern                                                               | keine Platzierung |
| Toyofuji Isamu        | Malerei und Grafik        | Judo                                                                 | keine Platzierung |
| Hwan Jin              | Malerei und Grafik        | Gruppe Korbball                                                      | keine Platzierung |
| Hinago Jitsuzo        | Skulpturen                | Yabusame-cheval, Nationalsport                                       | keine Platzierung |
| Hinago Jitsuzo        | Skulpturen                | Priester                                                             | keine Platzierung |
| Ishikawa Junichiro    | Architektonische Entwürfe | Erinnerungsturm vom Baseball-Spiel                                   | keine Platzierung |
| Ishikawa Junichiro    | Architektonische Entwürfe | Zeichnung eines Erinnerungsturms vom Baseball-Spiel                  | keine Platzierung |
| Shimizu Kamezo        | Skulpturen                | Ringen mit einem Arm                                                 | keine Platzierung |
| Namie Kanjiro         | Malerei und Grafik        | Angreifen                                                            | keine Platzierung |
| Wakita Kazu           | Malerei und Grafik        | Ansicht von den Olympischen Spielen                                  | keine Platzierung |
| Tasaka Ken            | Malerei und Grafik        | Schneeschuhlauf                                                      | keine Platzierung |
| Sato Key              | Malerei und Grafik        | Schneeschuhlauf                                                      | keine Platzierung |
| Ebihara Kinosuke      | Malerei und Grafik        | Schlittschuhlaufen                                                   | keine Platzierung |
| Takamura Kodama       | Malerei und Grafik        | Springen                                                             | keine Platzierung |
| Yamada Kōsaku         | Musik                     | March                                                                | keine Platzierung |
| Miyajima Kyushichi    | Skulpturen                | Stock berühren                                                       | keine Platzierung |
| Kofuchi Masanobu      | Malerei und Grafik        | Japanische Frauen                                                    | keine Platzierung |
| Ise Masayoshi         | Malerei und Grafik        | Fußball                                                              | keine Platzierung |
| Yamamoto Naotake      | Malerei und Grafik        | Tennis                                                               | keine Platzierung |
| Ito Noboru            | Musik                     | Sport Nippon                                                         | keine Platzierung |
| Kusamitsu Nobushige   | Malerei und Grafik        | Achtung, fertig!                                                     | keine Platzierung |
| Kusamitsu Nobushige   | Malerei und Grafik        | Los!                                                                 | keine Platzierung |
| Takata Rikizo         | Malerei und Grafik        | Zwei Formen                                                          | keine Platzierung |
| Kobayashi Ritsudo     | Malerei und Grafik        | Im Schnee                                                            | keine Platzierung |
| Koiso Ryohei          | Malerei und Grafik        | Ringen der Studenten I                                               | keine Platzierung |
| Koiso Ryohei          | Malerei und Grafik        | Ringen der Studenten II                                              | keine Platzierung |
| Furukawa Ryusei       | Malerei und Grafik        | Golf                                                                 | keine Platzierung |
| Fujita Ryūji          | Gemälde                   | „Eishockey“ (アイスホッケー, aisuhokkē)                              | Bronze            |
| Kurata Saburo         | Malerei und Grafik        | Dribbeln                                                             | keine Platzierung |
| Fukazawa Sakuichi     | Malerei und Grafik        | Ringen                                                               | keine Platzierung |
| Fukazawa Sakuichi     | Malerei und Grafik        | Angreifen                                                            | keine Platzierung |
| Nakade Sanya          | Malerei und Grafik        | Übung für Radfahren                                                  | keine Platzierung |
| Moroi Saburō          | Musik                     | Olympiade                                                            | keine Platzierung |
| Takanezawa Seishi     | Malerei und Grafik        | Hellebaride, Nationalsport                                           | keine Platzierung |
| Maekawa Sempan        | Malerei und Grafik        | Weitsprung                                                           | keine Platzierung |
| Goto Shigeki          | Malerei und Grafik        | Volley-Ball                                                          | keine Platzierung |
| Ishida Shigeko        | Malerei und Grafik        | Ballspiel                                                            | keine Platzierung |
| Ito Shigebonu         | Malerei und Grafik        | Schießen nach dem Hund, Nationalsport                                | keine Platzierung |
| Ito Shigebonu         | Malerei und Grafik        | Spiel: Stein gegen Sterne, Nationalsport                             | keine Platzierung |
| Munakata Shiko        | Malerei und Grafik        | Gruppen-Lauf                                                         | keine Platzierung |
| Munakata Shiko        | Malerei und Grafik        | Bürger-Turnen                                                        | keine Platzierung |
| Yamada Shingo         | Malerei und Grafik        | Fischen                                                              | keine Platzierung |
| Higashiyama Shinkichi | Malerei und Grafik        | Schlittschuhlauf der Knaben                                          | keine Platzierung |
| Hata Shokichi         | Skulpturen                | Anfang – Beginn                                                      | keine Platzierung |
| Mitsukuri Shūkichi    | Musik                     | Gesunder Sommer                                                      | keine Platzierung |
| Ota Shumin            | Malerei und Grafik        | Ringen, Nationalsport                                                | keine Platzierung |
| Kanda Shuzo           | Malerei und Grafik        | Marathon                                                             | keine Platzierung |
| Suzuki Sujaku         | Zeichnungen und Aquarelle | „Klassisches japanisches Pferderennen“ (古典的競馬, kotenteki keiba) | Bronze            |
| Yamaguchi Susumu      | Malerei und Grafik        | Werfen des Hammers                                                   | keine Platzierung |
| Yamaguchi Susumu      | Malerei und Grafik        | Frauen-Kugelwerfen                                                   | keine Platzierung |
| Ito Suzuko            | Malerei und Grafik        | Federball, Nationalsport                                             | keine Platzierung |
| Harumura Tadao        | Malerei und Grafik        | Schlittschuhlaufen                                                   | keine Platzierung |
| Harumura Tadao        | Malerei und Grafik        | Eishockey-Kampf                                                      | keine Platzierung |
| Mamiya Tadashi        | Malerei und Grafik        | Korbballkampf                                                        | keine Platzierung |
| Kato Takahisa         | Malerei und Grafik        | Eishockeykampf                                                       | keine Platzierung |
| Nakamura Takuji       | Malerei und Grafik        | Hellebaride                                                          | keine Platzierung |
| Ogyu Tensen           | Malerei und Grafik        | Japanisches klassisches Pferderennen                                 | keine Platzierung |
| Ohta Tenyo            | Malerei und Grafik        | Japanisches klassisches Polo                                         | keine Platzierung |
| Yamamoto Tokuo        | Malerei und Grafik        | Ringen, Nationalsport                                                | keine Platzierung |
| Arai Toru             | Malerei und Grafik        | Pferderennen                                                         | keine Platzierung |
| Ishii Tsuruzō         | Malerei und Grafik        | Schwimmen                                                            | keine Platzierung |
| Ishii Tsuruzō         | Malerei und Grafik        | Rennen im Regen                                                      | keine Platzierung |
| Uchida Yoshikazu      | Architektonische Entwürfe | Bogenschießplatz und – haus                                          | keine Platzierung |
| Uchida Yoshikazu      | Architektonische Entwürfe | Schwimmbecken                                                        | keine Platzierung |
| Hasegawa Yoshioki     | Statuen                   | Wrestling Techniques of Champions                                    | lobende Erwähnung |
| Hasegawa Yoshioki     | Statuen                   | Ringe, Nationalsport                                                 | keine Platzierung |
| Hasegawa Yoshioki     | Statuen                   | Golf, Bobby Jons Treib-Schlag                                        | keine Platzierung |
| Hasegawa Yoshioki     | Statuen                   | Ringen – fertig!, Nationalsport                                      | keine Platzierung |
| Ikeda Yuhachi         | Skulpturen                | Freude auf der Reitbahn                                              | keine Platzierung |
| Ikeda Yuhachi         | Skulpturen                | Japanisches klassisches Polo                                         | keine Platzierung |

### Leichtathletik

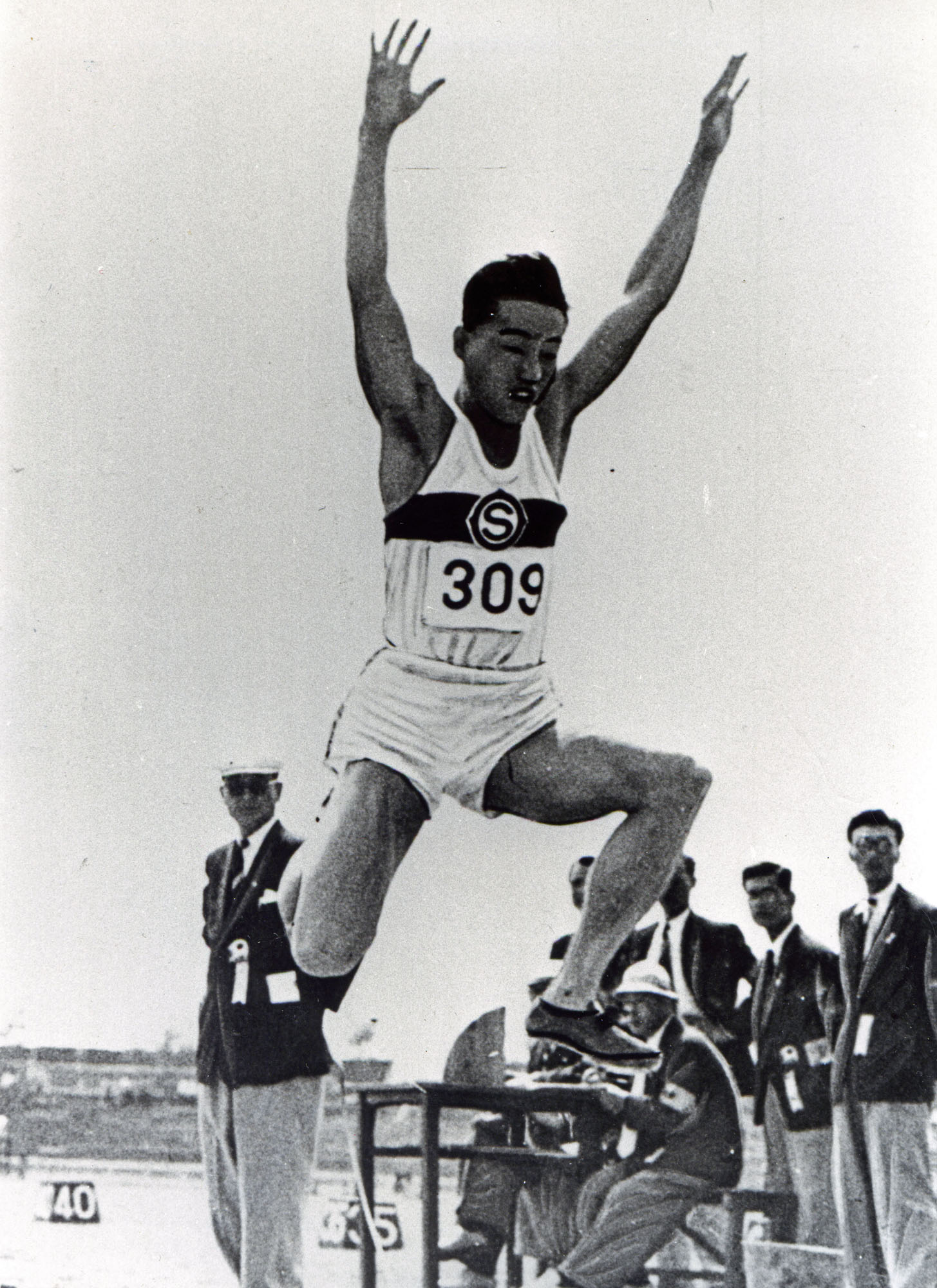
Ōshima Kenkichi

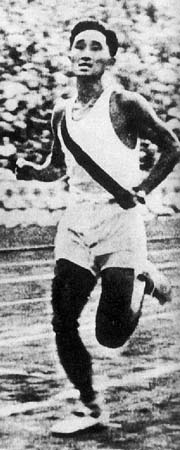
Nan Shōryū bei den Olympischen Spielen 1936

Männer
| Athlet             | Disziplin            | Wertung     | Platz                          |
| ------------------ | -------------------- | ----------- | ------------------------------ |
| Matsuno Eiichiro   | Hammerwurf           | –           | nicht qualifiziert             |
| Suzuki Fusashige   | 10.000 m             | ??          | nicht qualifiziert             |
| Tanaka Hideo       | 5000 m               | ??          | in der 1. Runde ausgeschieden  |
| Tanaka Hideo       | 3000 m Hindernislauf | 10:00,4 min | in der 1. Runde ausgeschieden  |
| Tanaka Hiroshi     | Hochsprung           | 1,95 m      | 6.                             |
| Kubota Hiroyoshi   | 400 m                | 50,8 s      | in der 1. Runde ausgeschieden  |
| Kubota Hiroyoshi   | 4 × 400 m Staffel    | 3:18,4 min  | in der 1. Runde ausgeschieden  |
| Abe Isao           | Hammerwurf           | 49,01 m     | 13.                            |
| Imai Keiji         | 400 m                | 51,0 s      | in der 1. Runde ausgeschieden  |
| Ōshima Kenkichi    | Dreisprung           | 15,07 m     | 6.                             |
| Togami Kenshi      | Weitsprung           | 6,18 m      | 16.                            |
| Sasaki Kichizo     | 100 m                | 11,0 s      | in der 1. Runde ausgeschieden  |
| Yada Kimio         | Hochsprung           | 1,97 m      | 5.                             |
| Adachi Kiyoshi     | Stabhochsprung       | 4,00 m      | 6.                             |
| Nakamura Kiyoshi   | 1500 m               | 4:04,8      | in der 1. Runde ausgeschieden  |
| Murakoso Kōhei     | 5000 m               | 14:30,0 min | 4.                             |
| Murakoso Kōhei     | 10.000 m             | 30:25,0 min | 4.                             |
| Shimizu Kotaro     | 110 m Hürden         | ??          | in der 1. Runde ausgeschieden  |
| Aochi Kumao        | 800 m                | 1:56,8 m    | in der 1. Runde ausgeschieden  |
| Harada Masao       | Dreisprung           | 15,66 m     | Silber                         |
| Harada Masao       | Weitsprung           | –           | nicht qualifiziert             |
| Ichihara Masao     | 400 m Hürden         | 54,7 s      | in der 1. Runde ausgeschieden  |
| Ichihara Masao     | 4 × 400 m Staffel    | 3:18,4 min  | in der 1. Runde ausgeschieden  |
| Yazawa Masao       | 200 m                | 22,4 s      | in der 1. Runde ausgeschieden  |
| Yazawa Masao       | 4 × 100 m Staffel    | –           | disqualifiziert                |
| Suzuki Monta       | 100 m                | 10,84 s     | im Viertelfinale ausgeschieden |
| Suzuki Monta       | 4 × 100 m Staffel    | –           | disqualifiziert                |
| Taniguchi Mutsuo   | 200 m                | 22,2        | im Viertelfinale ausgeschieden |
| Taniguchi Mutsuo   | 4 × 100 m Staffel    | –           | disqualifiziert                |
| Tajima Naoto       | Dreisprung           | 16 m        | Gold                           |
| Tajima Naoto       | Weitsprung           | 7,74 m      | Bronze                         |
| Ueno Noboru        | Speerwurf            | ??          | keine Platzierung              |
| Naraoka Ryoji      | 50 km Gehen          | 5:07:15,0 h | 19.                            |
| Cho Seiken         | 4 × 400 m Staffel    | 3:18,4 min  | in der 1. Runde ausgeschieden  |
| Takada Shizuo      | Kugelstoßen          | –           | nicht qualifiziert             |
| Nam Sung-yong      | Marathon             | 2:31:42,0   | Bronze                         |
| Nishida Shūhei     | Stabhochsprung       | 4,25 m      | Silber                         |
| Sohn Kee-chung     | Marathon             | 2:29:19,2 h | Gold                           |
| Ōe Sueo            | Stabhochsprung       | 4,25 m      | Bronze                         |
| Murakami Tadashi   | 110 m Hürden         | 15,1 s      | im Halbfinale ausgeschieden    |
| Yoshioka Takayoshi | 100 m                | 10,8        | 6.                             |
| Yoshioka Takayoshi | 4 × 100 m Staffel    | –           | disqualifiziert                |
| Shiwaku Tamao      | Marathon             | –           | DNF                            |
| Imai Tetsuo        | 3000 m Hindernislauf | ??          | in der 1. Runde ausgeschieden  |
| Aihara Toyoyi      | 400 m                | 50,2 s      | in der 1. Runde ausgeschieden  |
| Aihara Toyoyi      | 4 × 400 m Staffel    | 3:18,4 min  | in der 1. Runde ausgeschieden  |
| Fukuda Tokio       | 400 m Hürden         | 56,8 s      | in der 1. Runde ausgeschieden  |
| Tomie Toshinao     | 800 m                | 1:59,9 min  | in der 1. Runde ausgeschieden  |
| Furuta Yasuharu    | 110 m Hürden         | ??          | in der 1. Runde ausgeschieden  |
| Asakuma Yoshirō    | Hochsprung           | 1,94 m      | 6.                             |

Frauen
| Athlet          | Disziplin   | Wertung | Platz                             |
| --------------- | ----------- | ------- | --------------------------------- |
| Komiya Etsuko   | 100 m       | ??      | in der ersten Runde ausgeschieden |
| Kojima Fumi     | Diskuswurf  | 33,66   | 15.                               |
| Mineshima Hide  | Diskuswurf  | 37,35 m | 5.                                |
| Nishida Junko   | Hochsprung  | 1,40 m  | 14.                               |
| Nakamura Kō     | Diskuswurf  | 38,24 m | 4.                                |
| Mitsui Miyoko   | 80 m Hürden | ??      | in der ersten Runde ausgeschieden |
| Yamamoto Sadako | Speerwurf   | 41,45 m | 5.                                |

### Reiten

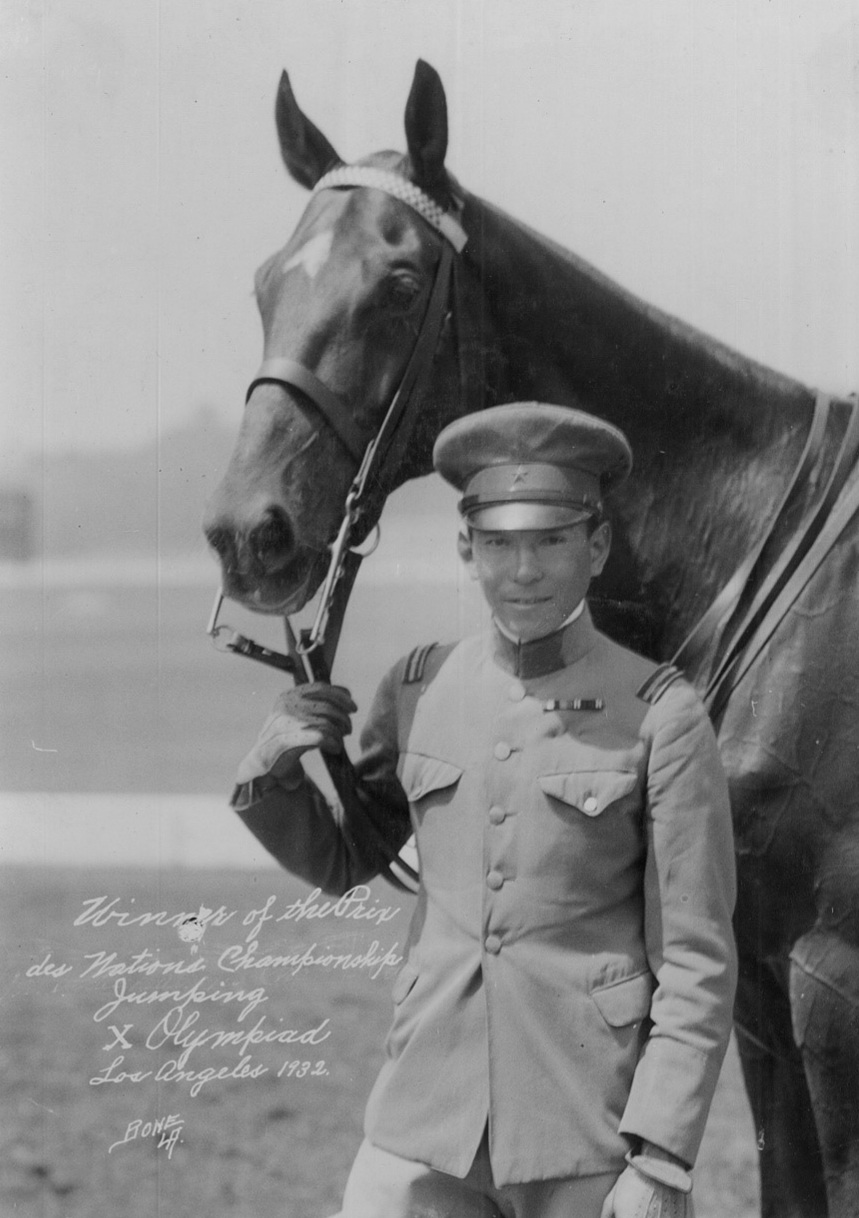
Baron Nishi mit seinem Pferd Uranus.

| Athlet            | Disziplin                   | Platz            |
| ----------------- | --------------------------- | ---------------- |
| Matsui Asanosuke  | Vielseitigkeit – Einzel     | DQ               |
| Matsui Asanosuke  | Vielseitigkeit – Mannschaft | DNF              |
| Inanami Hirotsugu | Springreiten – Einzel       | 35.              |
| Inanami Hirotsugu | Springreiten – Mannschaft   | 6.               |
| Iwahashi Manabu   | Springreiten – Einzel       | 14.              |
| Iwahashi Manabu   | Springreiten – Mannschaft   | 6.               |
| Iwahashi Manabu   | Vielseitigkeit – Einzel     | DQ               |
| Iwahashi Manabu   | Vielseitigkeit – Mannschaft | DNF              |
| Nishi Takeichi    | Springreiten – Einzel       | 20.              |
| Nishi Takeichi    | Springreiten – Mannschaft   | 6.               |
| Nishi Takeichi    | Vielseitigkeit – Einzel     | 12               |
| Nishi Takeichi    | Vielseitigkeit – Mannschaft | ohne Platzierung |

### Ringen

#### Griechisch-römisches Ringen
| Athlet            | Gewicht | Platz |
| ----------------- | ------- | ----- |
| Yoshioka Hideichi | 61 kg   | 3:7   |

#### Freistil
| Athlet           | Gewicht | Platz |
| ---------------- | ------- | ----- |
| Tamba Kojiro     | 56 kg   | 2:6   |
| Mizutani Mitsuo  | 61 kg   | 6.    |
| Kazama Eiichi    | 66 kg   | 5.    |
| Masutomi Shoichi | 72 kg   | 2:6   |

### Rudern
| Athlet | Disziplin             | Platz         |
| --- | --------------------- | ------------- |
| Mitsudome Tsutomuko, Abe Osamu, Teshima Taro | Zweier mit Steuermann | ausgeschieden |
| Shirasaka Chikara, Yamada Taichi, Hatakeyama Takashi, Endō Yoichi, Teshima Taro                                                                       | Vierer mit Steuermann | ausgeschieden |
| Negishi Tadashi, Kashiwahara Masaru, Sekigawa Shusui, Mita Isamu, Kitamura Osamu, Nakagawa Haruyoshi, Hori Takeo, Suzuki Yoshiteru, Shimijima Tadashi | Achter                | ausgeschieden |

### Segeln
| Athlet                       | Disziplin | Platz |
| ---------------------------- | --------- | ----- |
| Fujimura Norio               | O-Jolle   | 22.   |
| Takarabe Minoru Mitsui Takuo | Star      | 11.   |

### Schwimmen

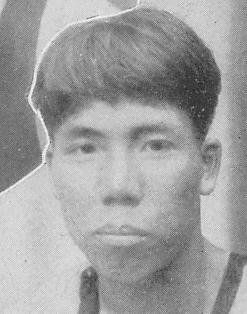
Masaji Kiyokawa

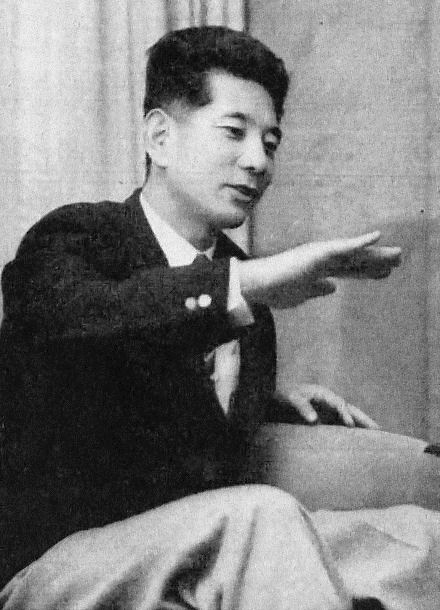
Hamuro Tetsuo (1956)

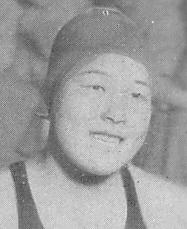
Hideko Maehata

Männer
| Athlet           | Disziplin           | Rang   |
| ---------------- | ------------------- | ------ |
| Hiroshi Negami   | 400 Meter Freistil  | 5.     |
| Kiichi Yoshida   | 100 Meter Rücken    | 5.     |
| Taguchi Masaharu | 100 Meter Freistil  | 4.     |
| Taguchi Masaharu | 4 × 200 m Freistil  | Gold   |
| Masaji Kiyokawa  | 100 m Rücken        | Bronze |
| Yusa Masanori    | 100 Meter Freistil  | Silber |
| Yusa Masanori    | 4 × 200 m Freistil  | Gold   |
| Terada Noboru    | 1500 Meter Freistil | Gold   |
| Reizō Koike      | 200 Meter Brust     | Bronze |
| Saburō Itō       | 200 Meter Brust     | 5.     |
| Arai Shigeo      | 100 Meter Freistil  | Bronze |
| Arai Shigeo      | 4 × 200 m Freistil  | Gold   |
| Shōzō Makino     | 400 Meter Freistil  | Bronze |
| Shunpei Utō      | 400 Meter Freistil  | Silber |
| Shunpei Utō      | 1500 m Freistil     | Bronze |
| Sugiura Shigeo   | 4 × 200 m Freistil  | Gold   |
| Sunao Ishiharada | 1500 Meter Freistil | 4.     |
| Hamuro Tetsuo    | 200 Meter Brust     | Gold   |
| Kojima Yasuhiko  | 100 Meter Rücken    | 6.     |

Frauen
| Athlet          | Disziplin              | Rang                          |
| --------------- | ---------------------- | ----------------------------- |
| Morioka Hatsuko | 400 Meter Freistil     | im Halbfinale ausgeschieden   |
| Morioka Hatsuko | 4 × 100 Meter Freistil | in der 1. Runde ausgeschieden |
| Maehata Hideko  | 200 Meter Brust        | Gold                          |
| Kojima Kazue    | 100 Meter Freistil     | Im Halbfinale ausgeschieden   |
| Kojima Kazue    | 400 Meter Freistil     | 6.                            |
| Kojima Kazue    | 4 × 100 Meter Freistil | in der 1. Runde ausgeschieden |
| Takemura Rei    | 100 Meter Freistil     | in der 1. Runde ausgeschieden |
| Takemura Rei    | 4 × 100 Meter Freistil | in der 1. Runde ausgeschieden |
| Furuta Tsuneko  | 100 Meter Freistil     | in der 1. Runde ausgeschieden |
| Furuta Tsuneko  | 4 × 100 Meter Freistil | in der 1. Runde ausgeschieden |
| Tsuboi Unoko    | 200 Meter Brust        | im Halbfinale ausgeschieden   |

### Turnen
| Athlet            | Disziplin          | Wertung | Platz |
| ----------------- | ------------------ | ------- | ----- |
| Sone Dokan        | Einzelmehrkampf    | 92,299  | 73.   |
| Sone Dokan        | Mannschaftswertung | 92,299  | 9.    |
| Sone Dokan        | Bodenturnen        | 17,233  | 30.   |
| Sone Dokan        | Pferdsprung        | 15,966  | 59.   |
| Sone Dokan        | Barren             | 13,133  | 90.   |
| Sone Dokan        | Reck               | 13,300  | 89.   |
| Sone Dokan        | Ringe              | 16,700  | 41.   |
| Sone Dokan        | Seitpferd          | 15,967  | 59.   |
| Kakuta Fujio      | Einzelmehrkampf    | 91,299  | 76.   |
| Kakuta Fujio      | Mannschaftswertung | –       | 9.    |
| Kakuta Fujio      | Bodenturnen        | 15,066  | 80.   |
| Kakuta Fujio      | Pferdsprung        | 15,600  | 65.   |
| Kakuta Fujio      | Barren             | 14,433  | 77.   |
| Kakuta Fujio      | Reck               | 16,500  | 53.   |
| Kakuta Fujio      | Ringe              | 14,300  | 80.   |
| Kakuta Fujio      | Seitpferd          | 15,400  | 65.   |
| Arimoto Hikoroku  | Einzelmehrkampf    | 96,432  | 54.   |
| Arimoto Hikoroku  | Mannschaftswertung | 96,432  | 9.    |
| Arimoto Hikoroku  | Bodenturnen        | 17,166  | 35.   |
| Arimoto Hikoroku  | Pferdsprung        | 16,633  | 47.   |
| Arimoto Hikoroku  | Barren             | 14,133  | 78.   |
| Arimoto Hikoroku  | Reck               | 15,666  | 71.   |
| Arimoto Hikoroku  | Ringe              | 16,400  | 51.   |
| Arimoto Hikoroku  | Seitpferd          | 16,434  | 51.   |
| Nosaka Hiroshi    | Einzelmehrkampf    | 93,798  | 68.   |
| Nosaka Hiroshi    | Mannschaftswertung | 93,798  | 9.    |
| Nosaka Hiroshi    | Bodenturnen        | 15,233  | 77.   |
| Nosaka Hiroshi    | Pferdsprung        | 13,533  | 96.   |
| Nosaka Hiroshi    | Barren             | 17,533  | 25.   |
| Nosaka Hiroshi    | Reck               | 15,266  | 76.   |
| Nosaka Hiroshi    | Ringe              | 15,133  | 72.   |
| Nosaka Hiroshi    | Seitpferd          | 17,100  | 42.   |
| Matsunobu Hiroshi | Einzelmehrkampf    | 90,067  | 79.   |
| Matsunobu Hiroshi | Mannschaftswertung | –       | 9.    |
| Matsunobu Hiroshi | Bodenturnen        | 16,266  | 56.   |
| Matsunobu Hiroshi | Pferdsprung        | 14,267  | 89.   |
| Matsunobu Hiroshi | Barren             | 14,833  | 73.   |
| Matsunobu Hiroshi | Reck               | 15,534  | 73.   |
| Matsunobu Hiroshi | Ringe              | 14,100  | 83.   |
| Matsunobu Hiroshi | Seitpferd          | 15,067  | 68.   |
| Takeda Yoshitaka  | Einzelmehrkampf    | 92,699  | 72.   |
| Takeda Yoshitaka  | Mannschaftswertung | 92,699  | 9.    |
| Takeda Yoshitaka  | Bodenturnen        | 14,766  | 84.   |
| Takeda Yoshitaka  | Pferdsprung        | 15,833  | 62.   |
| Takeda Yoshitaka  | Barren             | 15,767  | 61.   |
| Takeda Yoshitaka  | Reck               | 14,500  | 85.   |
| Takeda Yoshitaka  | Ringe              | 17,000  | 35.   |
| Takeda Yoshitaka  | Seitpferd          | 14,833  | 70.   |
| Miyake Yoshio     | Einzelmehrkampf    | 95,133  | 60.   |
| Miyake Yoshio     | Mannschaftswertung | 95,133  | 9.    |
| Miyake Yoshio     | Bodenturnen        | 14,733  | 85.   |
| Miyake Yoshio     | Pferdsprung        | 16,333  | 53.   |
| Miyake Yoshio     | Barren             | 16,467  | 50.   |
| Miyake Yoshio     | Reck               | 17,600  | 36.   |
| Miyake Yoshio     | Ringe              | 15,400  | 68.   |
| Miyake Yoshio     | Seitpferd          | 14,600  | 72.   |
| Takeda Yoshitaka  | Einzelmehrkampf    | 100,466 | 43.   |
| Takeda Yoshitaka  | Mannschaftswertung | 100,466 | 9.    |
| Takeda Yoshitaka  | Bodenturnen        | 16,966  | 42.   |
| Takeda Yoshitaka  | Pferdsprung        | 17,200  | 31.   |
| Takeda Yoshitaka  | Barren             | 17,677  | 24.   |
| Takeda Yoshitaka  | Reck               | 17,733  | 33.   |
| Takeda Yoshitaka  | Ringe              | 15,700  | 67.   |
| Takeda Yoshitaka  | Seitpferd          | 15,200  | 67.   |

### Wasserball
| Spieler | Disziplin | Platz |
| --- | --------- | ----- |
| Furusho Jihei, Tano Kosei, Katsuhisa Shigeteka, Wakayama Takimi, Sakagami Yasutaro, Kataoka Torajiro, Takahashi Zenjiro, Wada Koichi | Männer    | 13.   |

### Wasserspringen
Männer
| Athlet           | Disziplin     | Wertung | Platz |
| ---------------- | ------------- | ------- | ----- |
| Koyanagi Tomio   | Kunstspringen | 133,07  | 8.    |
| Koyanagi Tomio   | Turmspringen  | 94,54   | 8.    |
| Shibahara Tsuneo | Kunstspringen | 144,92  | 4.    |
| Shibahara Tsuneo | Turmspringen  | 107,40  | 6.    |

Frauen
| Athlet       | Disziplin     | Wertung | Platz |
| ------------ | ------------- | ------- | ----- |
| Kono Fusako  | Kunstspringen | 70,27   | 8.    |
| Kono Fusako  | Turmspringen  | 30,24   | 6.    |
| Osawa Masayo | Kunstspringen | 73,94   | 6.    |
| Osawa Masayo | Turmspringen  | 28,10   | 14.   |
| Osawa Reiko  | 32,53         | 4.      |       |